# 中国の書店
中国の書店（ちゅうごくのしょてん）では、中国の「書店」（書籍商や出版社）の歴史・文化について概観する。中国は、特に充実した書物文化を持つ地域の一つであり、その流通を助けた書店も中国において特筆すべき発達を遂げた。
前近代中国において書店は「書肆」「書林」「書堂」「書屋」などとも呼称され、その商人は「書賈」と呼ぶ。また、民間の書店によって出版された営利出版書は「坊刻本」「坊本」「書棚本」と呼ぶ。

## 前近代

### 歴史

#### 漢代
もともと、古代には竹木の書物（策書、木簡・竹簡）や布の書物（帛書）が用いられていたが、後漢になって紙が発明され、簡便な筆記材料が提供されることとなった。後漢になると太学で学ぶ者は3万人を数え、読書人口が増加し、書物の需要も高まった。こうして書物の流通量が増加する中で、これを商業として生業にするものも現れるようになった。
中国における書店が、文献上最も早く確認されるものは前漢末の揚雄の『法言』吾子篇であり、ここに「書肆」という語が見える。また、『後漢書』王充列伝には書店にまつわる逸話も記載されている。
王充は、家が貧乏であったため、市場の書店で販売されている本を立ち読みし、一見して記憶暗誦して学問に広く通じるようになった。ほか、同じく後漢の劉梁は、幼少の頃に父を失い、書を売って生活費を稼いだという。ただし、これらの記述により書物の販売が漢代から始まっていたことは明らかだが、専門書店が存在したかどうかは不明である。
印刷技術の誕生以前は、書物はすべて写本であり、商業出版は「自ら書写して自ら売る（自鈔自売）」方法で行われた。よって、書物を大量に生産することは難しかった。後漢では、班固の一族や蔡邕の蔵書が有名であったが、どちらも国家より受けた恩典である。個人での蔵書は例が少なく、紙を存分に用いることが難しい時代であった。

#### 唐代前後

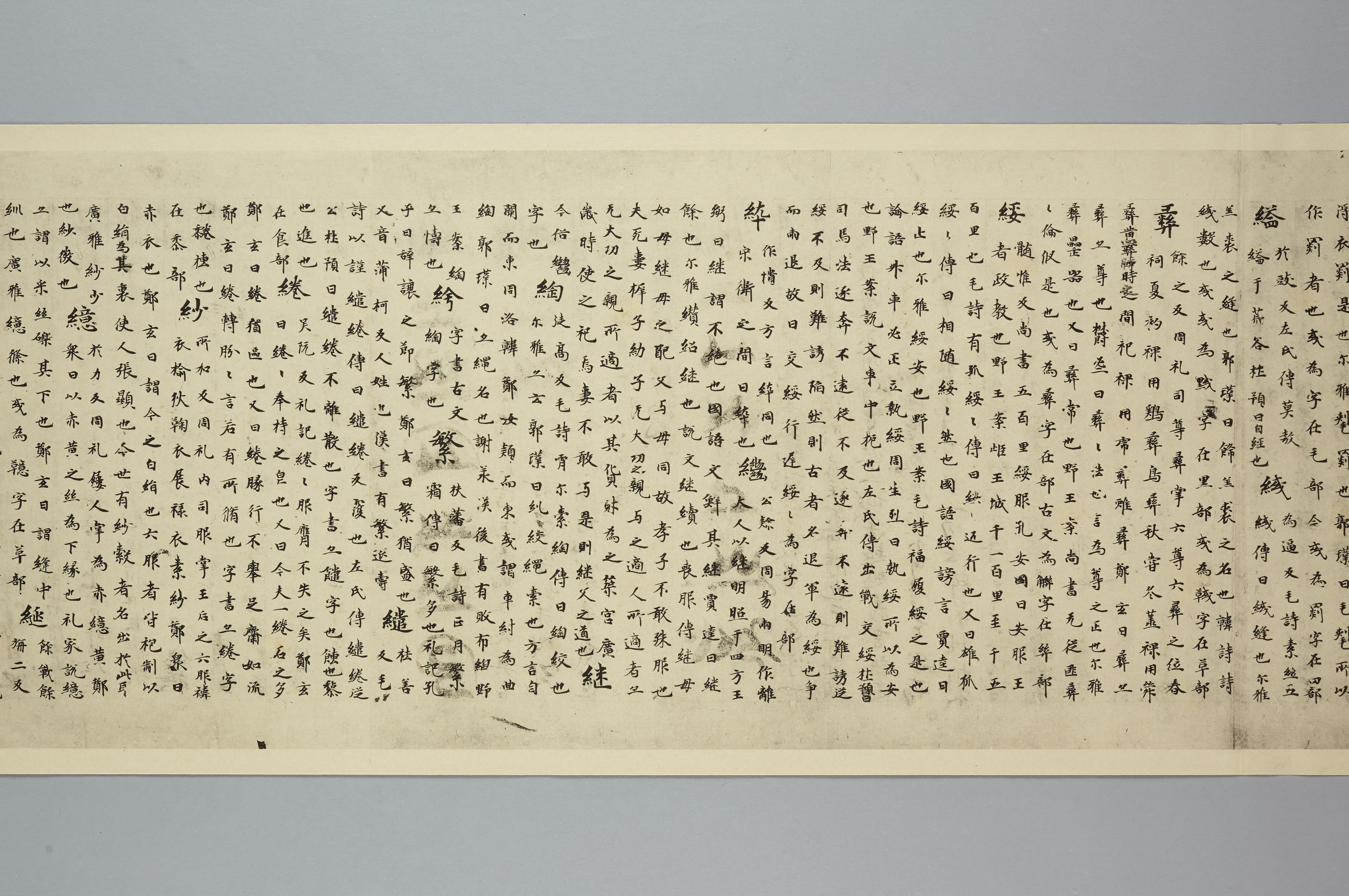
原本『玉篇』（写本）
石山寺蔵、東方文化学院影印

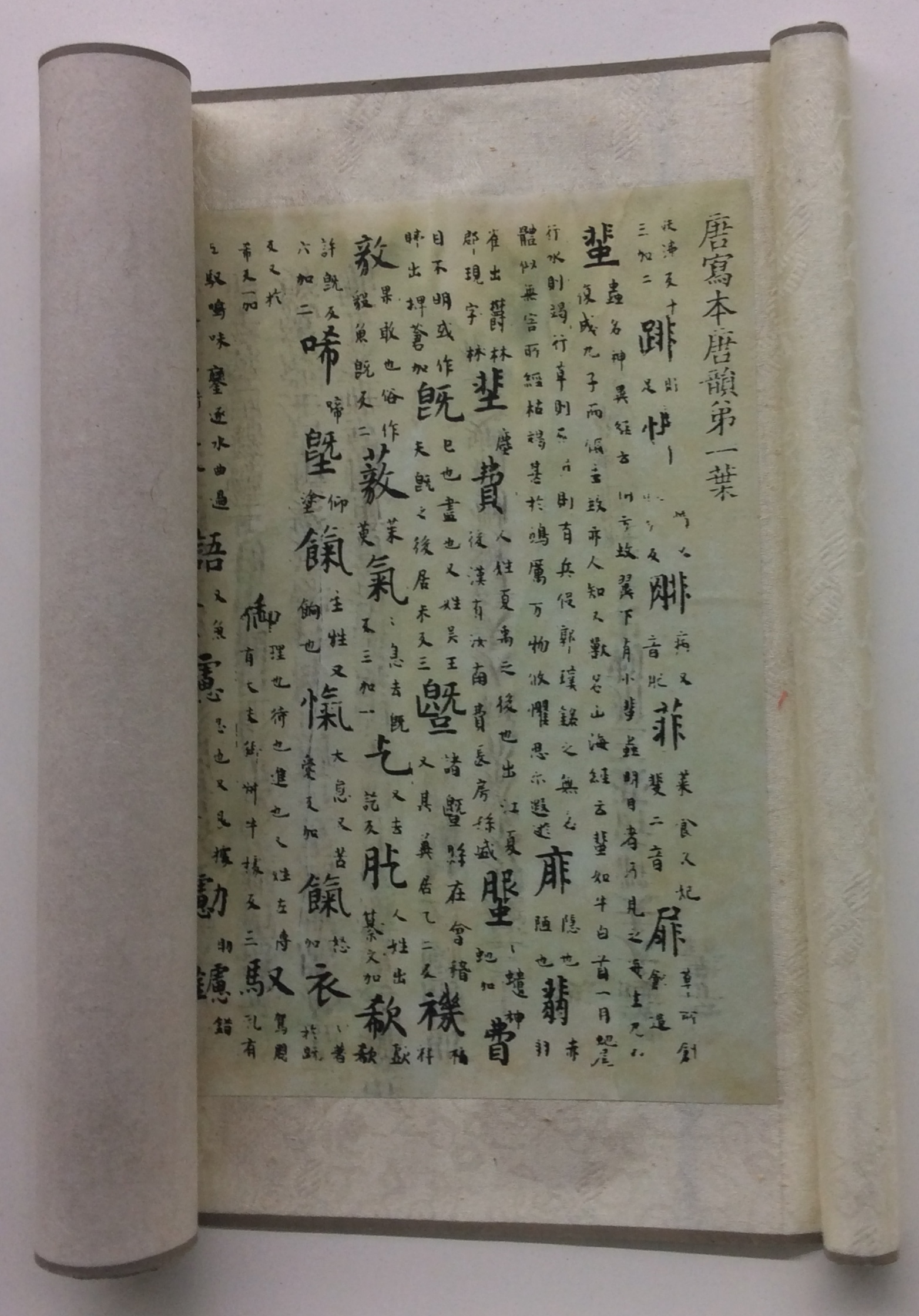
『唐韻』（写本）

晋・南朝宋の頃も文献に「書肆」「書舗」という言葉は散見され、南朝斉・梁の頃になると金銭によって書物が動く具体的な記録が増えはじめる。その例が「傭書」（人に雇われて書物を書き写すこと）で、公的な傭書は漢代から見受けられるが、民間における傭書が始まるのは晋代以後である。陶弘景の父の陶貞宝や、北魏の劉芳などは、傭書によって生活費を稼いでいた。また、蔵書を質入れして金銭を得た例もある。南北朝時代の後半期になって、書籍の流動性が高まり、書籍の売買を専門とする書店（またはその一歩手前の存在）が出現したと考えられる。
隋の文帝によって科挙が開始されると、その対策のための受験参考書の需要が急激に高まった。この傾向は8世紀後半から顕在化し、特に字書である『玉篇』、韻文試験に役立つ韻書の『唐韻』は世間にかなり多く流通していた。9世紀半ばになると、書写する方法では需要を賄いきれなくなり、『玉篇』や『唐韻』は印刷されるようになった。これは日本の仏僧である宗叡が記録に残している。
これに伴い、はっきり記録に残る書店も登場するようになる。白行簡の『李娃伝』には、長安で受験勉強のために書店で書籍を揃える逸話がある。同じころの詩人である呂温は洛陽の書店に言及している。
この頃商品とされた書籍は、『唐韻』『千金方』（医学書）などの実用書がほとんどである。商業として成立するのは幅広い層に需要のある実用書に限られ、閉鎖的な貴族集団の中でのみ必要とされる古典文献などは商品にならなかった。全体の流通量としては宋代以降と比較すると微々たるものである。

#### 宋代

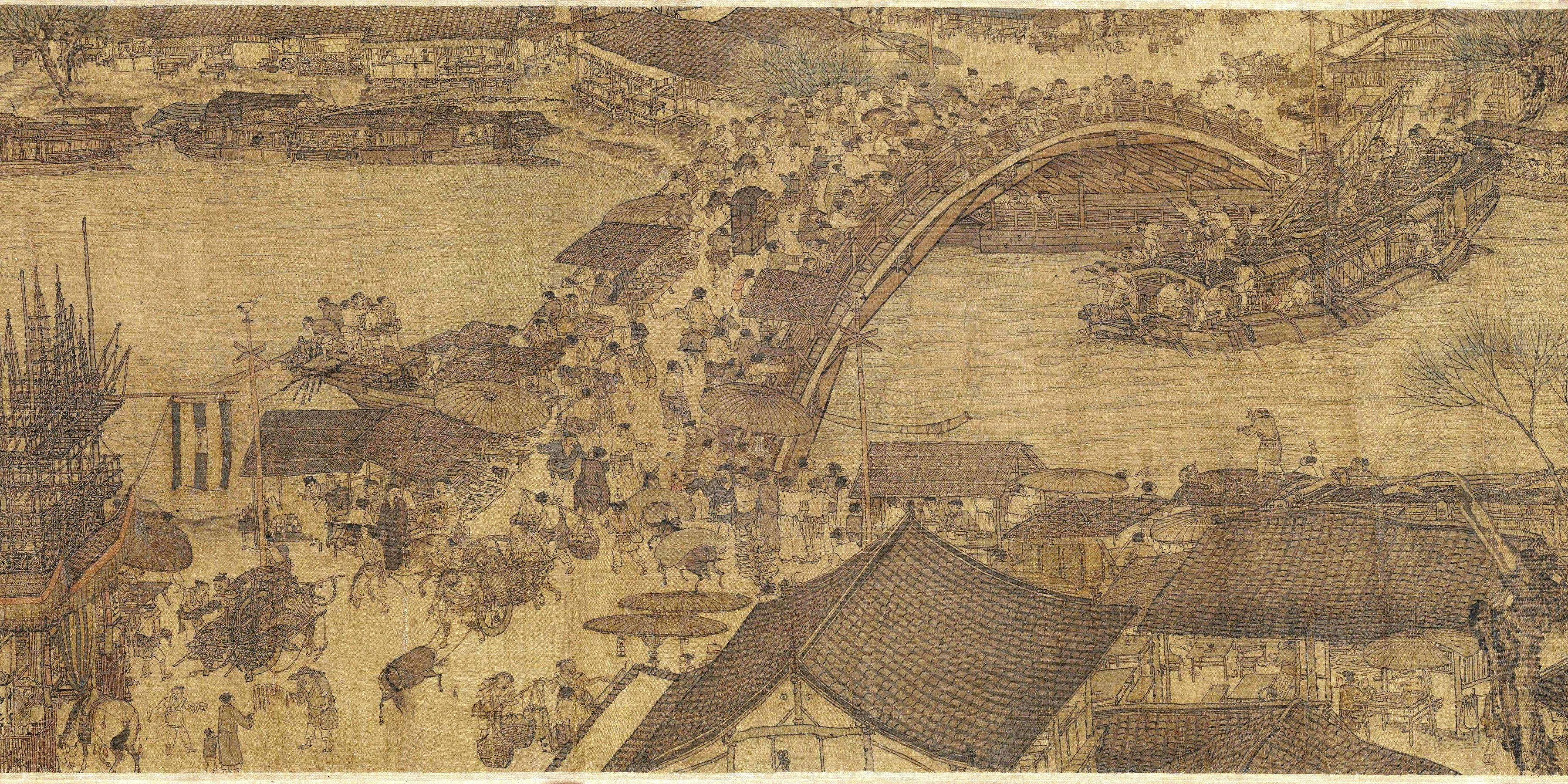
「清明上河図」
北宋の首都開封の賑わいを描いた図。

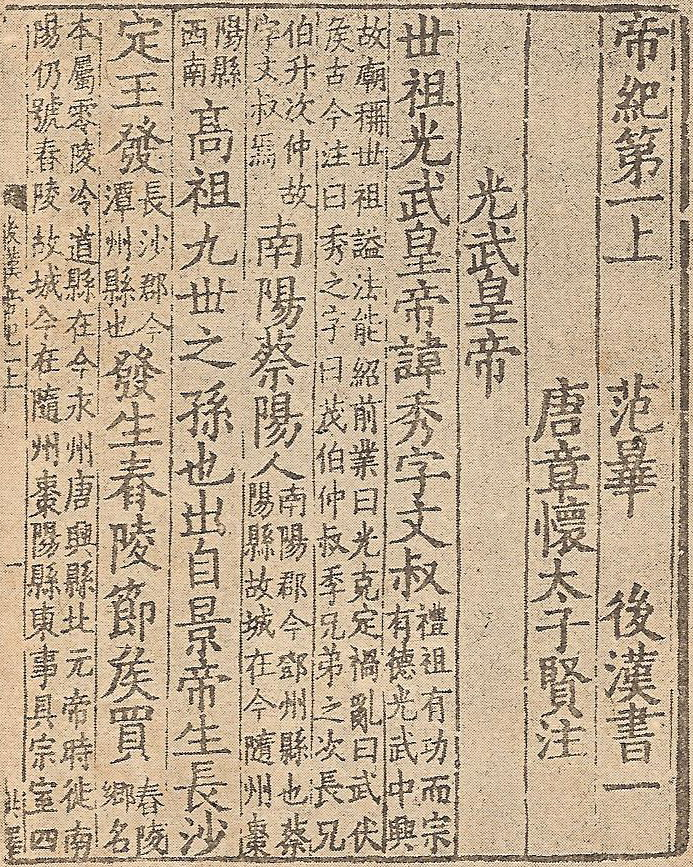
『後漢書』
南宋の紹興年間に、江南東路（江蘇省南京市）の転運司（税収を司る部署）によって出版された官製の本。

中国において本格的な書店が登場したのは宋代である。宋代になると、士大夫の社会進出・科挙受験者の増加・木版印刷の実用化を背景として、書籍の需要と供給が増加し、商業出版が大きく発展した。
北宋の首都の開封では、相国寺で書籍・骨董・書画の定期市が開催され、賑わいを見せていた。また、熙寧5年（1072年）には日本の仏僧の成尋が、泗州臨淮県の普照王寺の市場で仏典を購入している。当時出版が盛んであった地域は、杭州・四川・福建であり、特に福建の「麻沙本」は広く流通した。麻沙本は質は粗悪なものであったが、低価格であり、比較的多くの人が入手することができた。
朝廷や官庁によってもたびたび出版事業がなされたが、非常に高価で身分や地位の無いものには無縁の存在であり、文化の底辺を広げ支えていたのは坊刻本（営利出版書）であった。営利出版業界では、徐々に業者間での競争が生じ、経費削減・低価格化に努め、また見かけを魅力的なものにするなどの工夫が凝らされた。
南宋に入ると出版は更に活動の幅を広げ、一種の新聞が登場し、科挙の合格者速報が印刷された。また、地方の書賈にも有能な者が現れ、蔵書事情に精通し学者や文人を助けるようになる。例えば、黄震が黄榦の全集を刊行する際、その底本を入手するために地元の臨汝書堂の江克明の協力を得た。ほか、首都杭州には陳起という有力な書賈がいて、文人に書籍を貸したり、その蔵書を買い取ったり、また自身で出版したりした。宋代を通して、書店と書賈は士大夫・文人の活動に対応しながら大きな成長を遂げていた。
但し、宋代においては誰でもいくらでも本を買えるという状況だったわけではなく、また営利目的で出版される書籍も多くは科挙などを焦点に当てた実用書であった。古典文献を含めた書籍全般を入手しようとすると、相変わらず伝録（書き写し）が主流である。士大夫の台頭により貴族の学問の独占は破られたが、書物が大衆にまで大規模に広がったというわけではなく、あくまで士大夫層に奉仕するものであったといえる。

#### 明代

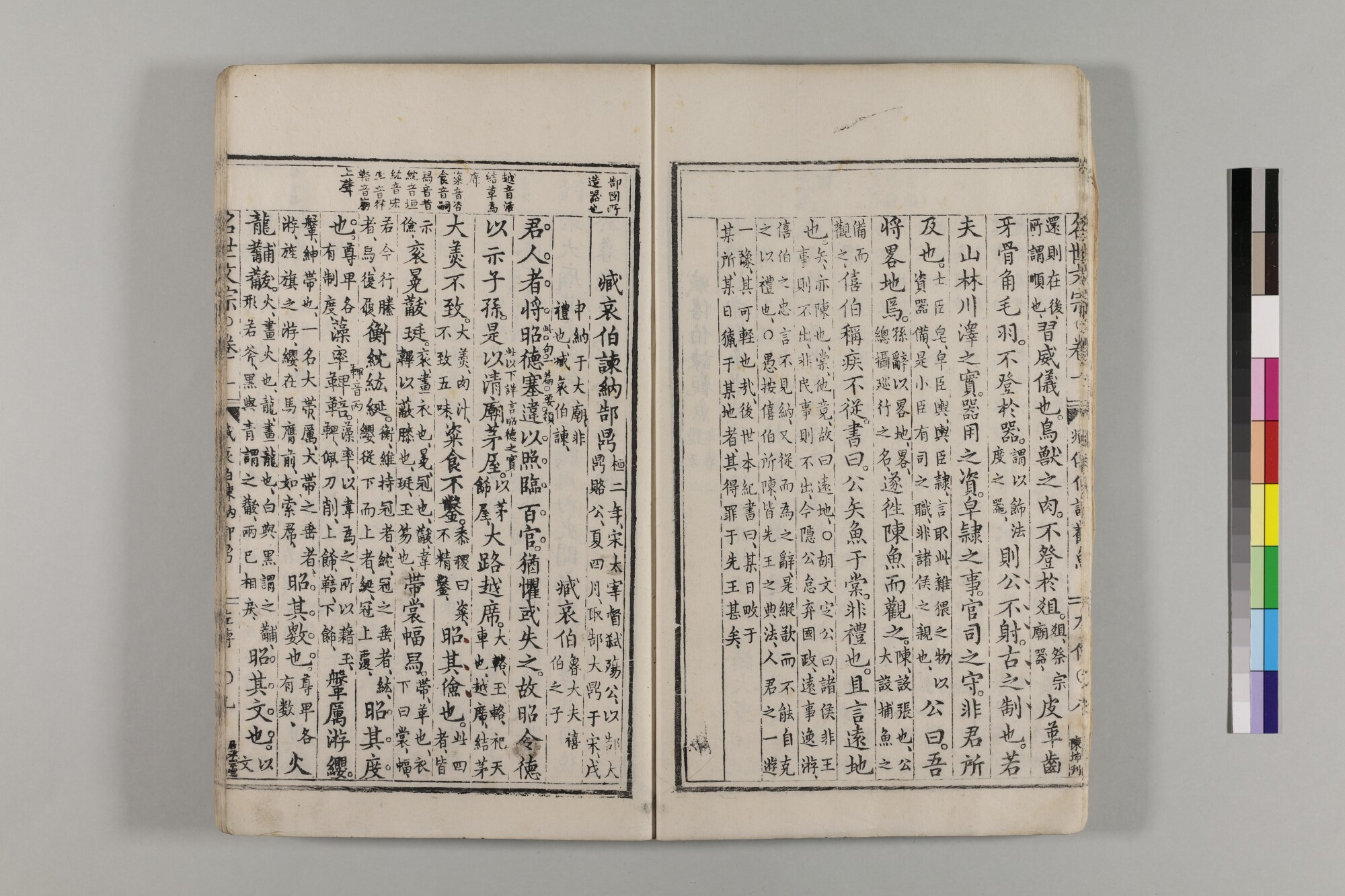
胡時化『新刊名世文宗』明萬暦七年版
[https://rmda.kulib.kyoto-u.ac.jp/item/rb00013671 京都大学附属図書館蔵

元から明の成化年間までは出版は全体的に低調であったが、明の弘治・正徳年間（1488年～1521年）に大きく発展し、嘉靖年間になって新時代に突入する。この頃から、紙の大量生産と大量消費の時代に入り、新しい本の価格が下がり、本の刊刻・印刷も現代人が街の印刷屋を利用するのと似たほどに普及した。これにより、書籍は都市住民の多くにとって手の届くものになった。
16世紀前半まで、坊刻本のほとんどは福建のものであったが、徐々に江南の営利出版も盛んになった。16世紀後半の文人である胡応麟は、出版に秀でた地域として呉（蘇州・南京を中心とする江南）・越（杭州を中心とする浙江）・閩（建陽を中心とする福建）の三地域を挙げている。また、南京・北京・蘇州・杭州などに書店街が出現し、他にも省都や大府には刻字舗（刊刻・印刷の専門店）が存在した。各地に有名な書店も現れるようになり、古善本をよく取り扱い国子監の出版事業を請け負った南京の舒古堂や、受験参考書や小説といった俗書の専門業者である福建の余象斗はその一例である。
16世紀頃になると、実用書・俗本のみならず、古書・古典文献の販売も増えた。例えば、正徳年間に正陽門内に店を構えた汪諒の書店では、『史記』『韓詩外伝』『潜夫論』などを出版している。また、古書の出版で最も成功したのは明末の毛晋である。彼は地主の家に生まれたが出版業に打ち込み、当初は親族に反対されたが、その出版事業が大成功した。彼の書店は「汲古閣」といい、木版印刷の職人数百人を抱え、大規模な出版事業を行った。彼は同時に善本の収集家としても知られ、銭謙益ら著名文人や高級官僚とも交際があった。こうして書店が成長し、俗書だけでなく古書出版を中心とする書店も現れた背景には、出版文化を受容する層の広がりがあったと考えられる。士大夫のものであった文学・詩文が、より広い階層へ向かったことが窺える。
挿絵入りの「繍象小説」も万暦年間に至って爆発的に出版が増えた。以前の社会的通念では、絵の入った小説は俗本の極みであり、子供や婦女子の読み物であるとされていた。しかし、徐々に富裕層の商人や士人に歓迎されるようになり、『封神演義』や『春秋列国志伝』などが出版された。絵入りの本も数が増えるに従い、むしろ非常に精美で高級なものも現れ、『八種画譜』や清絵斎刊『孫雪居百花蘭竹譜』といったものがあった。これらは俗なるものとして批判されながらも、徐々に受け入れられるようになり、絵入りの俗本を尊ぶ蔵書家も現れるようになった。
出版文化が広がるにつれて、以前は専門業者であった書賈に、儒家の教養を持つものも現れるようになった。套印（多色刷）で有名な閔斉伋は経書の批評書を出した。また、凌濛初は自身が官僚であり、経学著作や詩集も残し、大官との交際もあったが、同時に書賈であり俗本の販売を行っていた。
名士として知られる陳継儒は一流の文人であったとともに、珍しい随筆を集めた『宝顔堂秘笈』などを出版した。天啓二年の探花である陳仁錫も、有名な文人・官僚であるとともに出版事業を手掛け、『資治通鑑』『資治通鑑綱目』『大学衍義補』などのほか、のちに禁書となる李卓吾『蔵書』『続蔵書』を出版し、よく売れたらしい。
古書ではない新たな営利出版でありながら、学術的・史料的価値を現在でも高く評価されているものに、陳子龍らの『皇明経世文編』が挙げられる。復社の有力者である陳氏の本は、受験参考書としても用いられると同時に、滅亡に近づいていた明末における「経世」の書として受け入れられた。

#### 清代

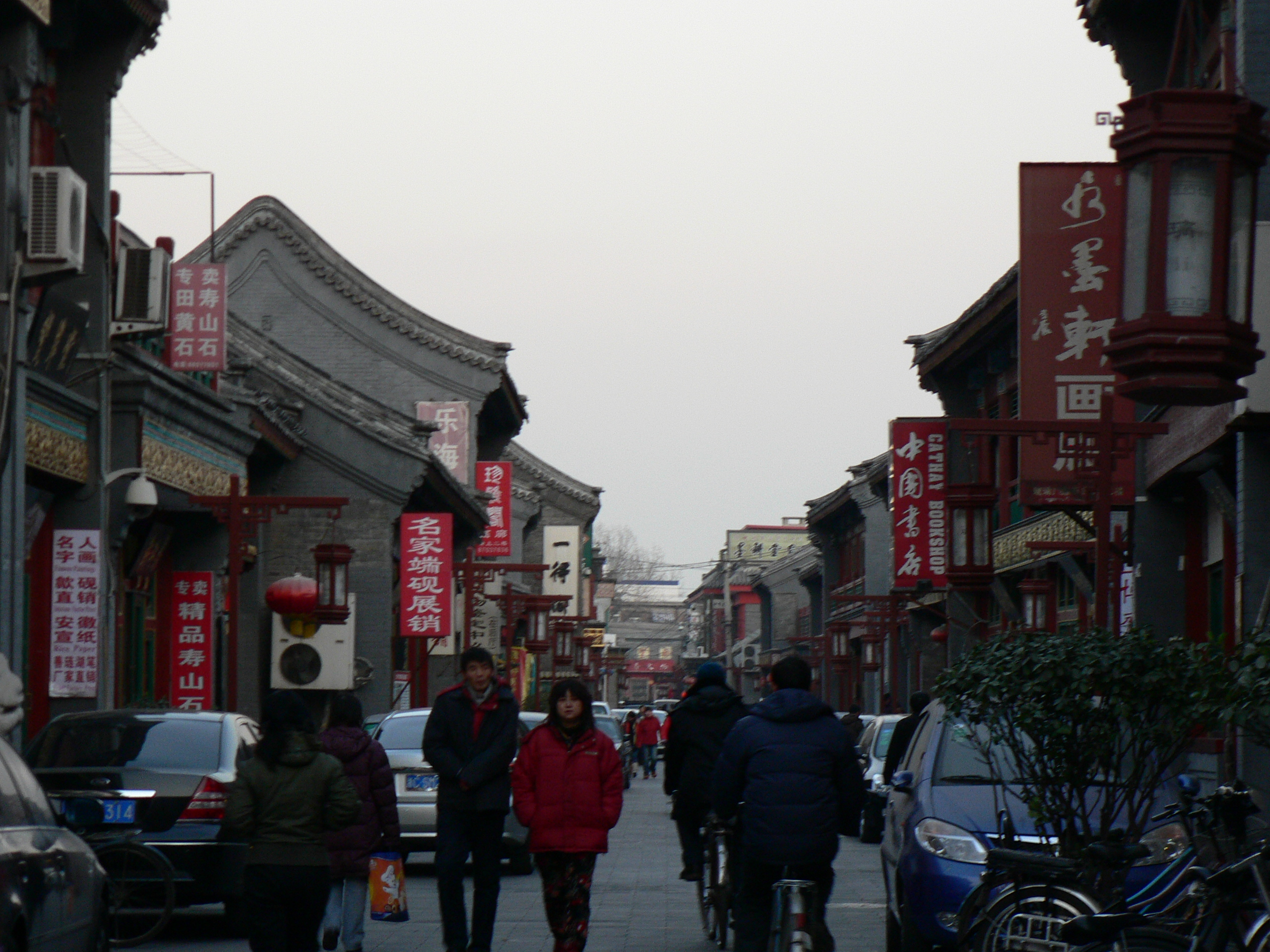
琉璃厰（北京）

清代中期（18世紀・乾隆年間頃）になると、北京の琉璃厰、広東の南海県仏山鎮、福建の連城県四堡鎮、江西の金渓県滸湾鎮などが新たな出版地・書店街として知られるようになった。特に琉璃厰は21世紀現在でも書店街として存続している。
清代には官刻本、すなわち政府が出版した書籍も多く流通した。例えば、紫禁城内の武英殿では各種の学術書が出版され、地方官庁では地方志が出版された。琉璃厰そばには官営の小売店も置かれた。
清代には俗書の貸本も盛んになった。

### 書籍販売の工夫

#### 題名による宣伝
営利出版が広がるにつれて、客の購買意欲をそそるための様々な工夫が凝らされるようになった。その方法の一つは、新発売の本が今までにないものであることを本のタイトルで明示することである。
例えば、「監本纂図重言重意互註点校尚書」というタイトルは、「監本」は国子監で用いられる権威あるテキストであることを示し、「纂図」は系図・地図が附されていること、「重言」は『尚書』の同じ句を解説すること、「重意」は『尚書』の似た意味の句を解説すること、「互註」は『尚書』以外の古典の似た意味の句を引用すること、「点校」は句点を打ち、校訂が施されていることを意味する。つまり、本のタイトルによって、この『尚書』は普通の『尚書』の本とは異なるのだ、ということを宣伝している。
このような手段は、特に営利出版と関係が深い戯曲や通俗小説においてよく用いられた。以下の例がある。
- 新編金童玉女嬌紅記
- 新刻京板青陽時調詞林一枝
- 新鍥京本校正通俗演義按鑑三国志伝
- 新刻金瓶梅詞話

これらは「新編」「新刻」「新鍥」の名を冠してこのたび新しく刊刻されたことを宣伝し、「京板」「京本」は首都刊行のテキストに基づくことを強調している。こういったタイトルの修飾は、あくまで宣伝目的であって、実態を反映しているとは限らない。
また、権威あるテキストであることを強調したい場合、逆に「古い」テキスト（由緒あるテキスト）であることが宣伝文句として用いられる。以下の例は、「新刊」であると同時に「古本」に基づくことを強調するタイトルの例である。
- 新校注古本西廂記
- 新鐫出像古本西遊証道書

#### 広告
書店が、宣伝目的で自家が出版した本に他の販売書の一覧を載せることもあった。北京の汪諒が正徳16年（1521年）に刊行した『文選』には、自家出版書である宋元版の翻刻七種・古版の重刻七種の一覧が附されている。

#### 内容の改変
明代になると、時代が進んだことで古い時代の本に対する骨董品的価値が上昇し、特に宋元版は一つで数年の生活費に相当するようなものも登場する。そこで、実際には新しい本を古く見せかけるため、書籍の内容が改変されることもあった。一例が、1928年に上海商務印書館から影印された『明弘治本三国志通俗演義』である。これは『三国志演義』現存最古の刊本（弘治7年、1494年の刊本）であると喧伝されていたが、実は嘉靖31年（1552年）の刊本から、嘉靖の序文を削除して古く見せかけようとしたものであった。

#### 海賊版
人気のある文人の場合は、著者が関知しないままに勝手にその人の本が印刷され、海賊版が作られることがあった。例えば、北宋の文人である蘇軾は、自らの詩文に朝廷を謗るものがあると訴えられた際、その本の出版は自分は関知しないものであると弁明した。ただし、蘇軾も無断出版を全て嫌っていたわけではなく、実際に無断出版が彼の作品の流伝に果たした役割は大きかった。

#### 経費削減
書店は、利益を大きくするため、文字を小さくする、本のサイズを小さくするなどの方法を用いて、一冊に使われる紙の量を減らそうと試みた。このような小字本を「巾箱本」という。

### 出版の規制
出版が普及し書籍が大量に流通することが、支配層にとって弊害となる場合もあり、対外機密の保持や異端の説の排除のために国家によって出版規制がかけられることもあった。古くは、唐の文宗の大和9年（835年）、政府が暦を頒布する前に私的に制作された暦を印刷することを禁じた例がある。また、北宋の欧陽脩は、出版業者や書店の統制策を唱え、検閲による出版規制を求めた。11世紀以降、書籍の検閲と書店への制限は繰り返し行われた。

#### 版権
独占的な出版の権利保障、翻刻の禁止を定めることは宋元の頃から存在する。ただ、いずれも一般的な版権保護を定めるものではなく、有力な私人が官庁に願い出て個別の出版に対する版権保護を求めるものであった。しかし、経営規模の大きな業者が登場する明末になると、版権意識が高まった。たとえば、余象斗は勝手な翻刻を強烈に非難し自らの版権を主張した。また、陳子龍らが「幾社」を結成して制作した文集は、後に業者が翻刻したが、この際には対価として金銭を支払ったらしい。

#### 著述業の成立
営利出版が広がるにつれて、著述を生業として生活する者も現れ始めた。売文家は古くから存在するが、それはあくまで個人に対して伝記や墓志銘を書き、その執筆料を取るのであって、富貴の人に寄生したものである。明代後期になると、売れっ子の選文家として知られた艾南英などが現れた。また、復社のメンバーも経済的に苦しい場合に、科挙答案の評論を行い出版して資金を得た。

## 近現代

### 清末民初

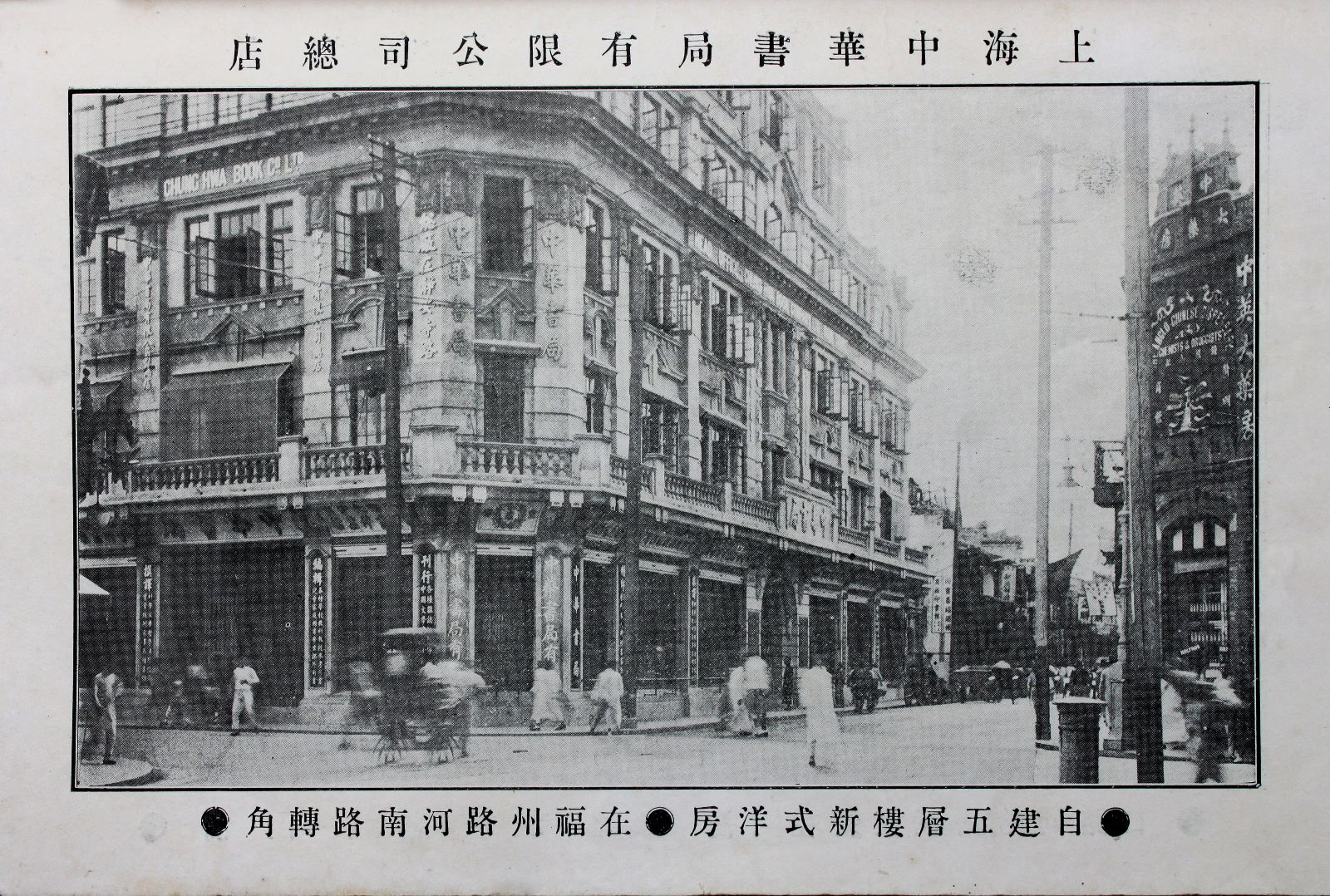
中華書局（1916年・上海）

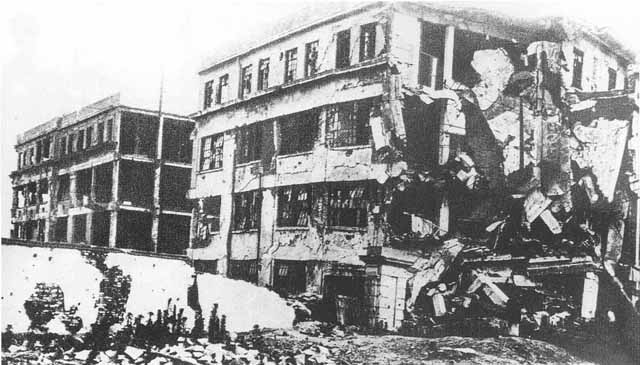
1932年・第一次上海事変で損壊した商務印書館

1842年（道光22年）上海租界が成立すると、翌1843年創業の墨海書館をはじめ、美華書館、広学会、申報館など、西洋人が創業した中国語の出版社や印刷所が租界内で活動した。
1862年（同治元年）洋務運動期に政府が創設した教育機関の同文館は、西洋人の援助のもと、1876年（光緒2年）から武英殿に代わる印刷所としても機能し、『万国公法』などを出版した。また、1863年（同治2年）曽国藩が創設した南京の金陵書局をはじめ、浙江の浙江官書局、武昌の崇文書局、広東の広雅書局など、各地に官営印刷所（官書局）が創設され、古籍などを出版した。
1890年代（光緒年間）変法期頃からは、西来の石版印刷の浸透により、上海一帯で石印本の古籍や西学書が出版され、全国に流通した。特に老舗書肆の掃葉山房は、科挙廃止により行き場を失った受験生を雇用して、廉価な石印本の古籍を大量出版した。そのほか、申報館附属の点石斎や、同文書局が、石印本で名を馳せた。
清末民初の民営出版社として、商務印書館（1897年上海に創業）が筆頭に挙げられる。商務印書館は、上記の美華書館勤務者を含む中国人が、伝統的な家族経営ではなく株式制により上海で創業し、謝洪賚訳の英語教科書や『馬氏文通』などの出版で名を馳せた。商務印書館はオフセット印刷機など近代的な印刷技術の導入を率先した出版社でもある。そのほか、商務印書館のライバルとされる中華書局や、開明書店、世界書局、大東書局などが民初に名を馳せた。 
1919年の五四運動後は、進歩主義的な出版社が多く創業した。例として、中国共産党の人民出版社、毛沢東の文化書社、惲代英の利群書社、創造社、太陽社、北新書局、生活書店（1948年生活・読書・新知三聯書店となる）がある。 
1932年の第一次上海事変、1937年の盧溝橋事件、1941年の日本の対米英開戦後の上海租界・香港への侵攻により、商務印書館は各地の施設の稼働停止を余儀なくされた。
1937年、新華書店が共産党の下部組織として創設され、各地の共産党根拠地で出版と流通に携わった。新華書店は中国最初の取次大手でもある。

### 中華人民共和国

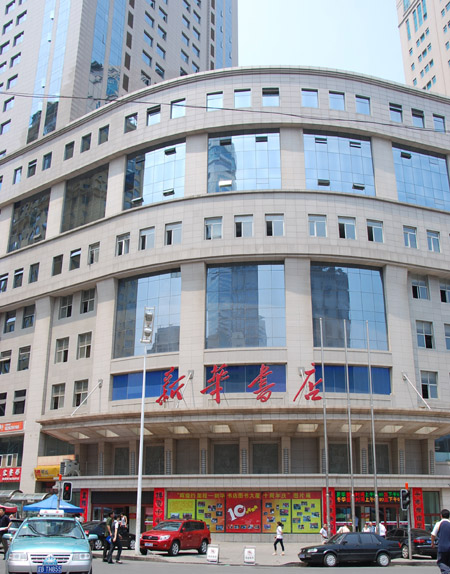
新華書店 - 中華人民共和国の代表的な国営チェーン書店

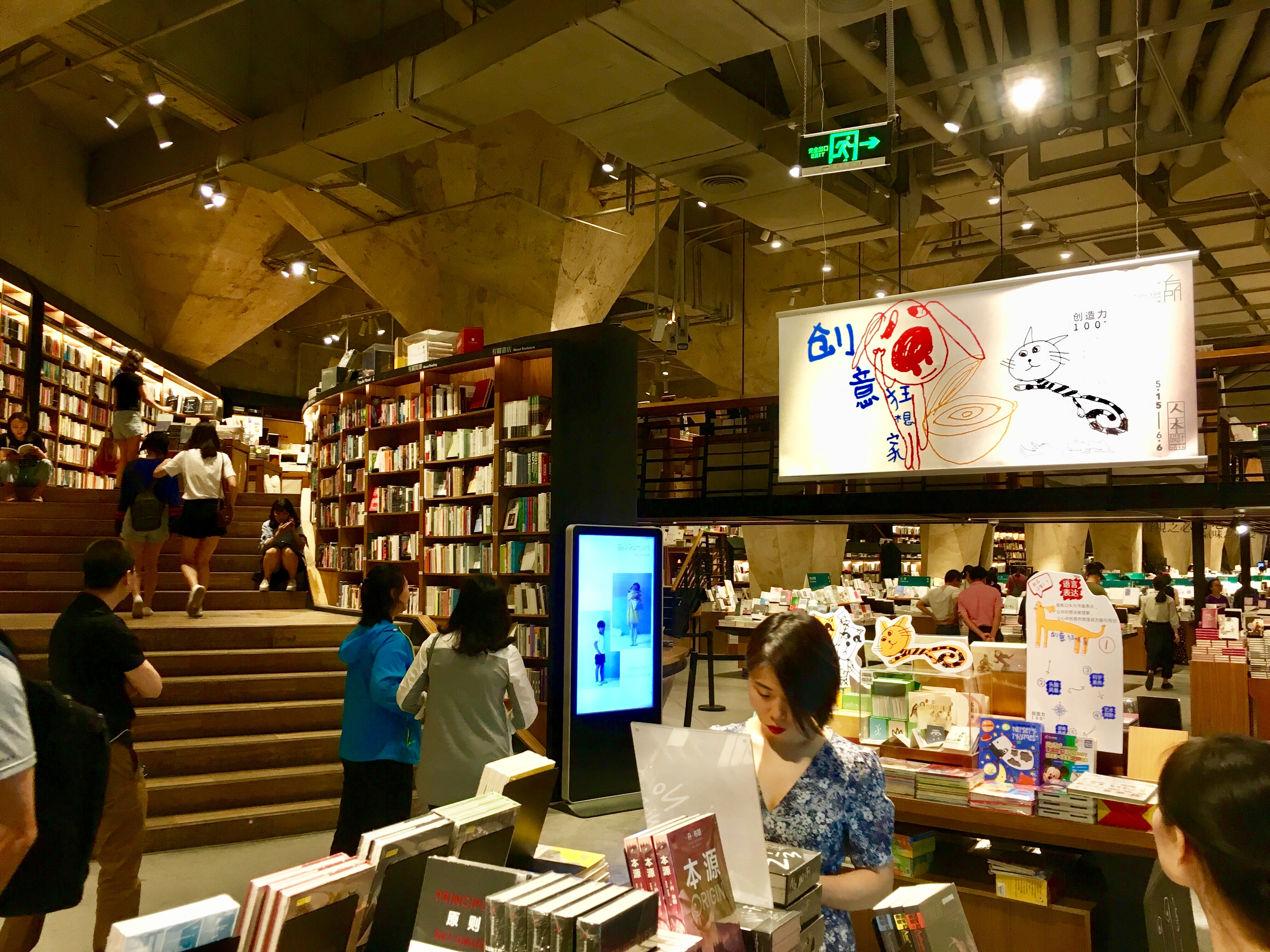
方所書店 - 2010年代から増加する「おしゃれ系書店（網紅書店）」の一つ

1949年の建国前後から1950年代には、共産党政府により書店業界の再編が行われた。すなわち、新華書店の小売独占化、既存出版社の合併と公私合営化、人民教育出版社など国営出版社の新設、出版社の専門分業化（例えば「少年児童出版社」と社名につく社は児童書専門）などが行われた。これにより、商務印書館・中華書局・人民出版社など一部を除き、既存出版社の大半が解体された。商務印書館はこの頃、国民的辞書『新華字典』の版元になった。
文革期には、出版人の自己批判や下放、『毛沢東語録』など特定出版物への一極化により、出版業界は打撃を受けた。
改革開放期になると、文革からの回復が進むと同時に、出版人の国際交流、業界団体の新設、出版社の新設、専門分業の緩和、利益重視化などが進んだ。この頃新設された出版社に、民主党派の団結出版社・学苑出版社・開明出版社・群言出版社、国営の中国大百科全書出版社（『中国大百科全書』の版元）など、様々な出版社がある。小売店に関しては、民営店の新設が認められ、新華書店の独占体制が終了した。
21世紀の出版業界では、商務印書館や人民出版社からなる「中国出版集団」などの「出版集団」（出版グループ）の編成が進んでいる。
21世紀の著名な小売店として、国営チェーンの新華書店、民営チェーンの席殊書屋、新華書店傘下の大型書店上海書城・深圳書城中心城・北京図書大厦・王府井書店、北京の大学街にあるリベラル系独立書店万聖書園などがある。
2010年代後半頃からは、「おしゃれ系書店」「網紅書店」、すなわち美麗な内装や照明、雑貨店やカフェの併設などが特徴の小売店が増加している。例として、方所書店、中信書店、西西弗書店、言几又、鍾書閣、先鋒書店、安藤忠雄が設計した新華書店「光的空間」などがある。台湾・日本の「おしゃれ系書店」の先達である誠品書店・蔦屋書店も進出している。
Amazon.cn・当当・京東商城などのネット書店や、テンセント・北大方正などの電子書籍産業も盛んである。ネット書店に押され、実店舗の閉店も相次いでいる。
中華人民共和国における検閲・禁書・プロパガンダは書店業界と深く関わる。街の書店では共産党関連書の陳列が暗黙の義務となっている。各出版社には経営層とは別に「党委員会」が設置されており、また中央宣伝部による出版規制も行われている（中華人民共和国の出版禁止物リスト）。一方で、禁書・反体制書の地下出版・地下流通や、香港や台湾での出版・流通（中国大陸で禁書とされる香港・台湾の書物）も連綿と行われている。地下出版に関しては、ベストセラーの海賊版の出版も問題になっている。

### 香港

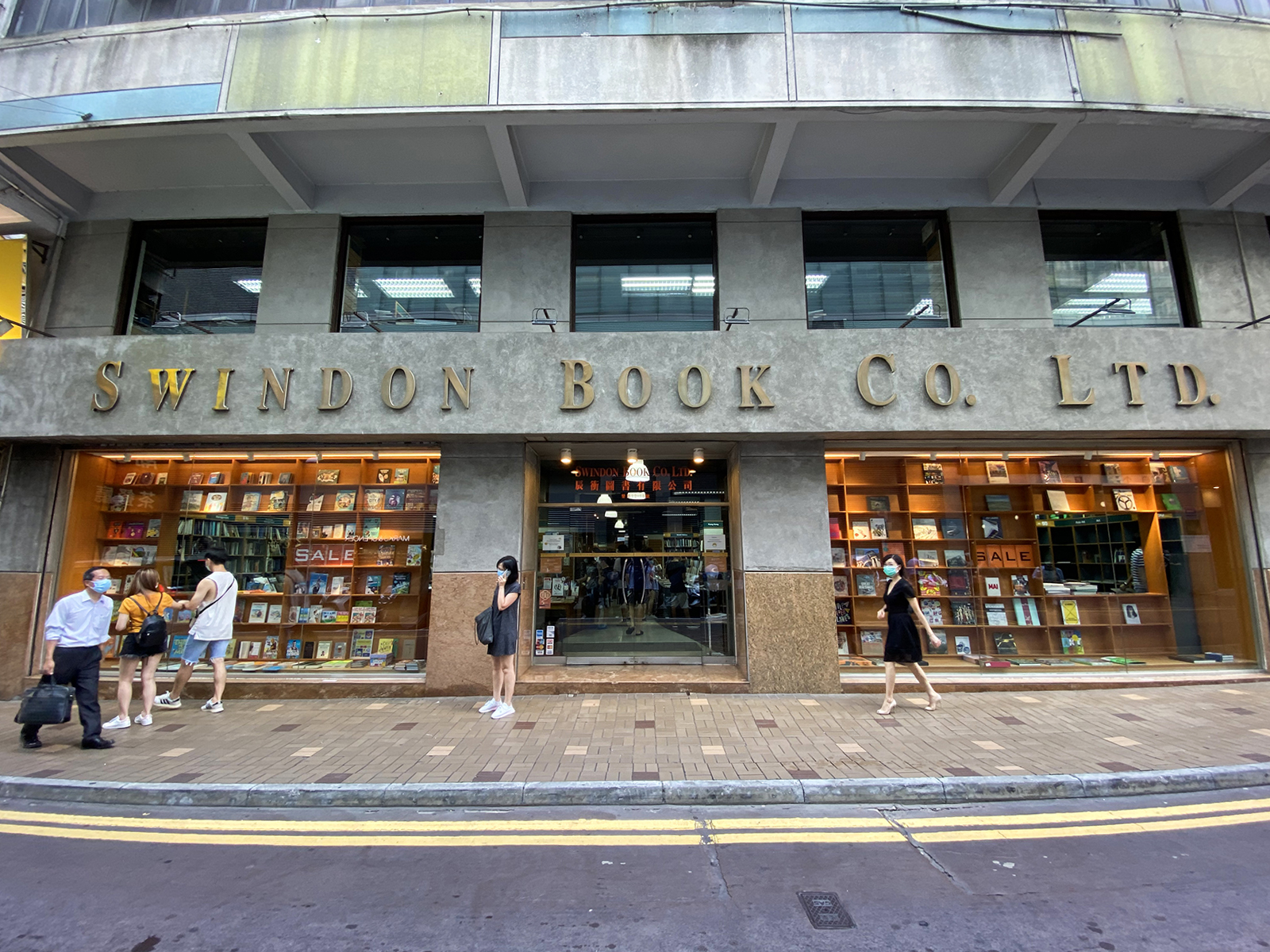
辰衝書店 - 香港の代表的な英文書店

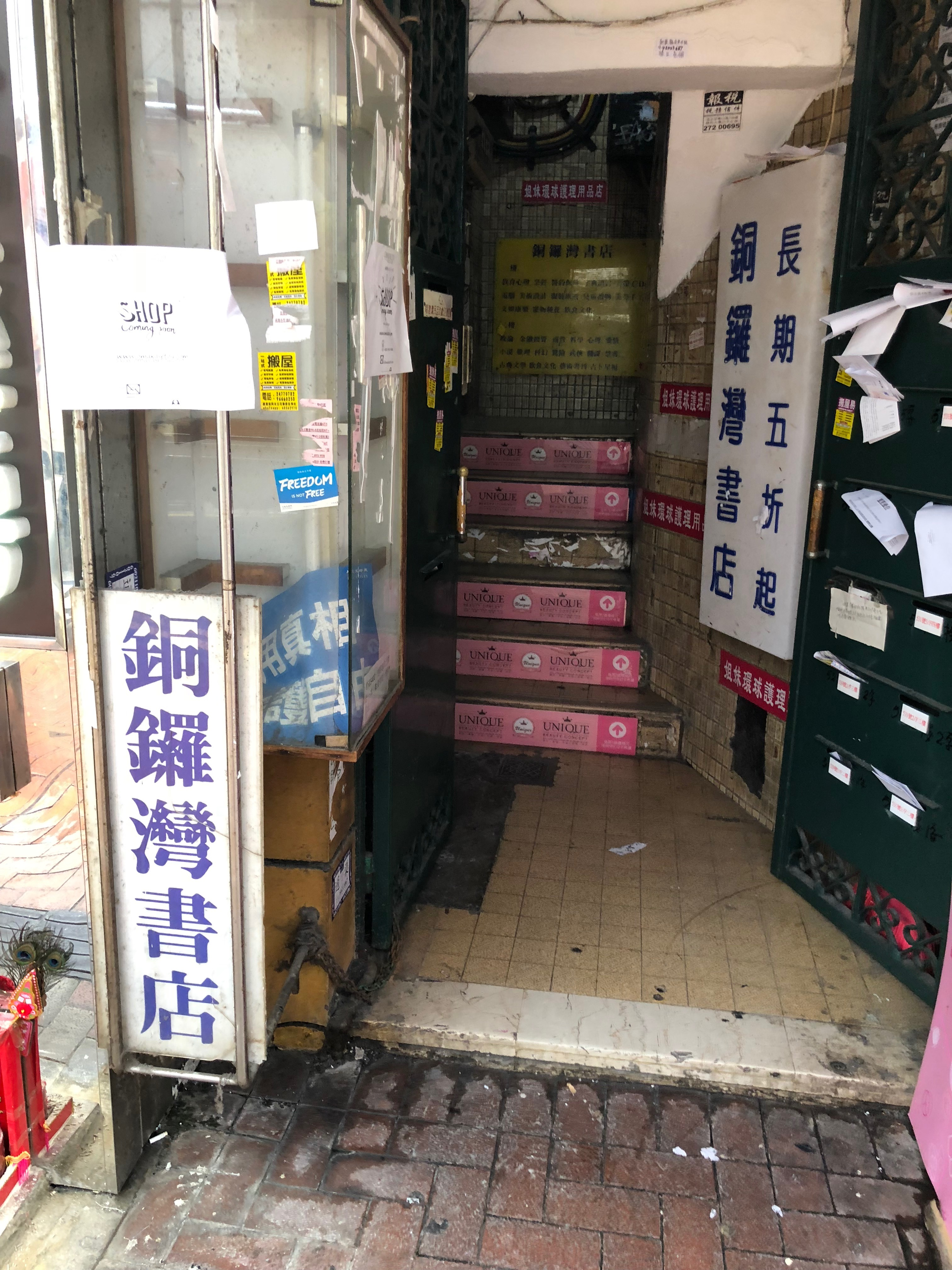
銅鑼湾書店

香港の主な書店として、商務印書館、三聯書店、中華書局、聯合出版集團、辰衝書店（スウィンドン・ブック）、別發洋行（ケリー&ワルシュ）、葉壹堂（ページ・ワン）、誠品書店銅鑼湾店・香港そごうビルの崇文堂書店（旧 旭屋書店）などがある。
香港特有の書店文化として、「二階書店」（繁: 二樓書店）、すなわちテナント料が安い雑居ビルの二階にある独立書店群がある。二階書店は、文革期の大陸で禁書となった本の販売店を源流として、1990年代から特に増加した。2015年には、代表的な二階書店の銅鑼湾書店が、共産党政府に弾圧される事件が起きた。 
そのほか、雑誌・新聞を路上で販売する「書報攤」の情景も香港特有である。

### 台湾

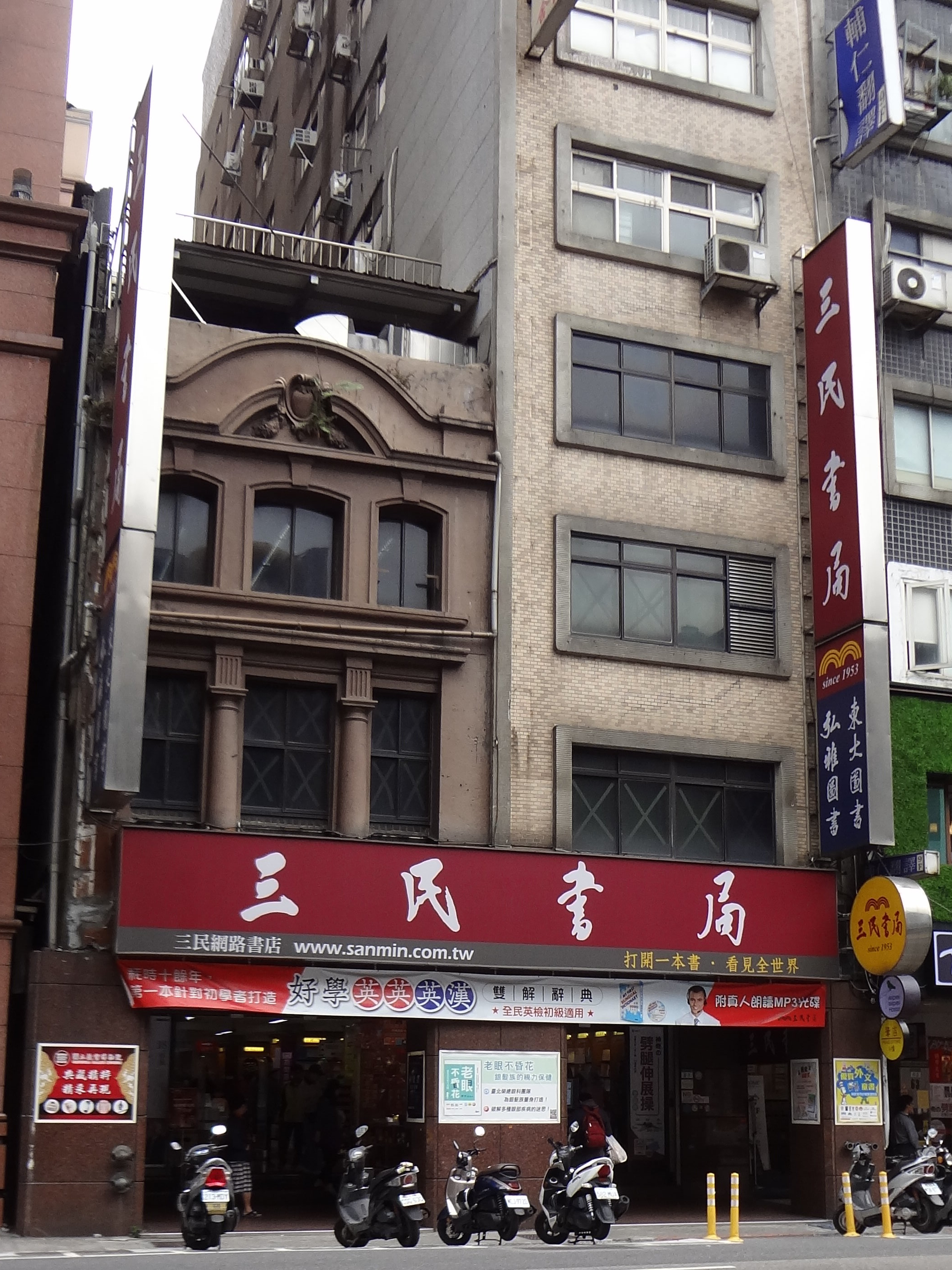
重慶南路書店街の三民書局

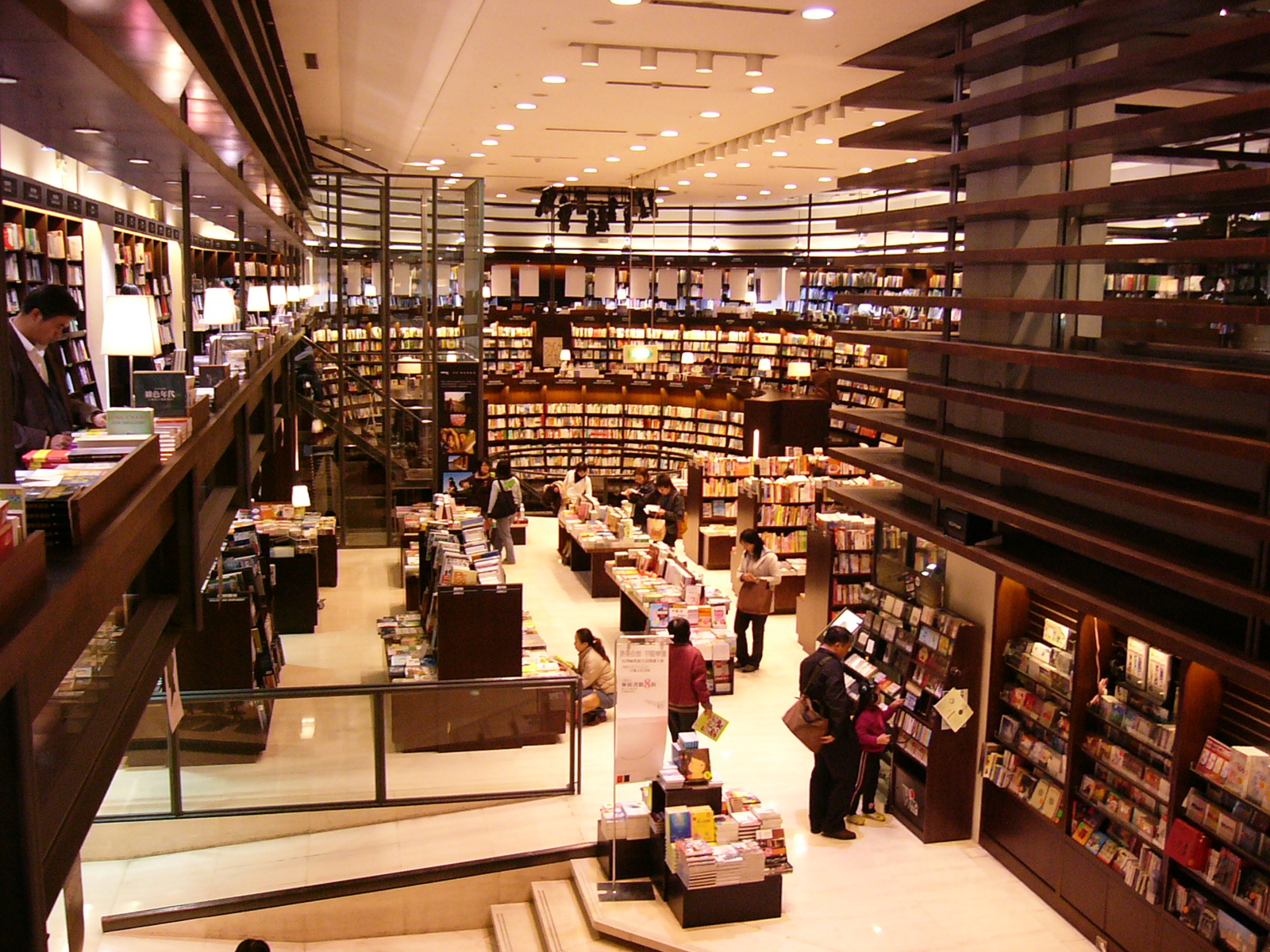
誠品書店 - 台湾の代表的なおしゃれ系書店（網紅書店）

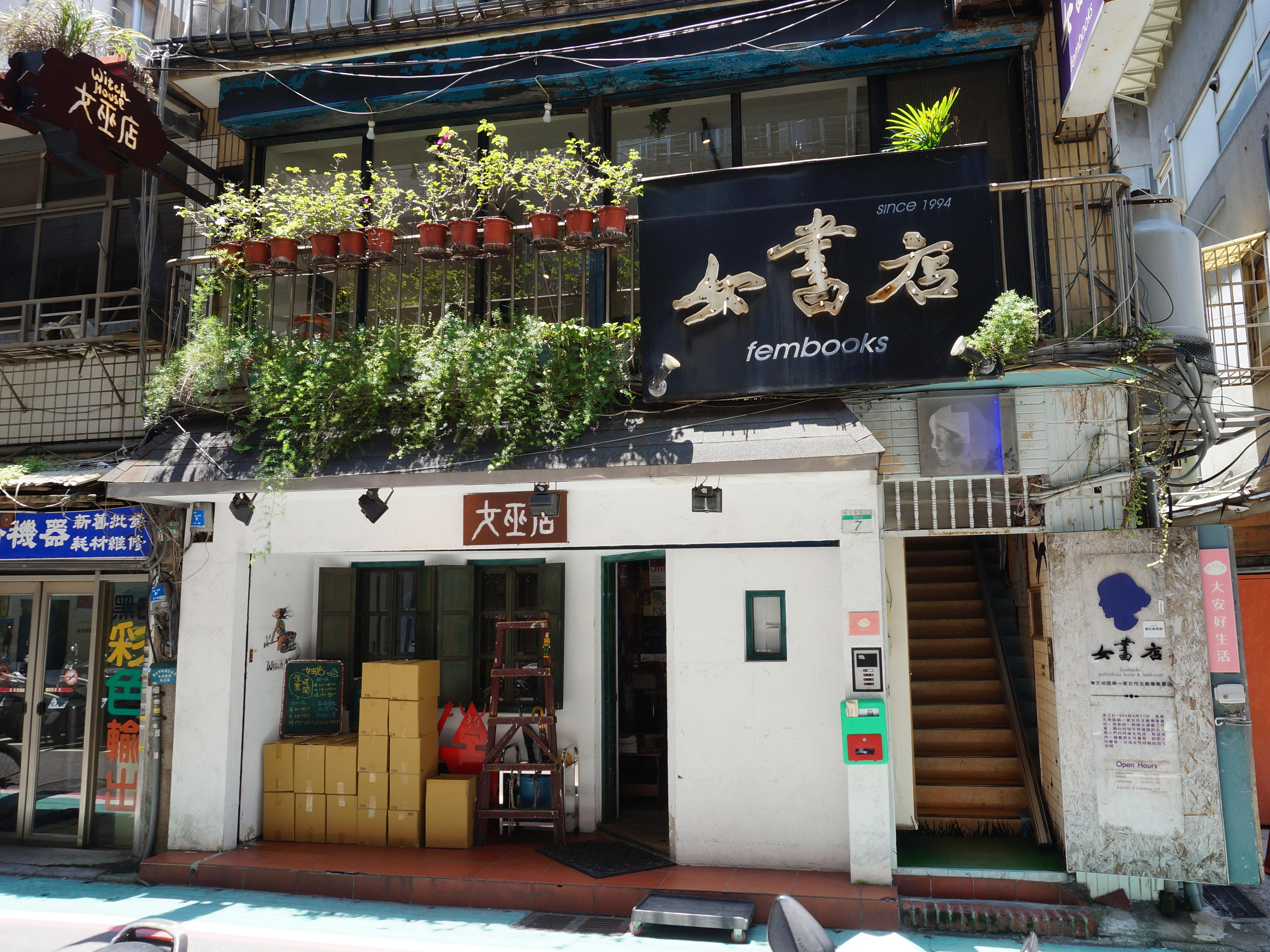
女書店 - 台湾のフェミニズム書店、独立書店

日本統治時代の台湾では、新高堂をはじめとする日本人経営の日本語書店が多数派を占めた。そのなかで、漢籍を扱う蘭記書局・瑞成書局や、台湾文化協会の中央書局など、台湾人経営の書店も少数ながら存在した。台北市の「重慶南路書店街」も日本統治時代に起源をもつ。
1940年代後半の台湾光復・遷台期には、国民党政府による日本語排除や、戦後の物資不足により、流通する書籍は中国語教科書や古書にほぼ限られた。この頃、台北市に「牯嶺街古書店街」が形成された。また、中華書局・台湾商務印書館・世界書局・正中書局など、大陸の書店の支店ができた後、大陸の本店から分離した。これらの書店は、戦後初期の書店業界を支えると同時に、中華文化復興運動の一環として古籍や国学書を積極的に刊行した。二・二八事件では、蔣渭水の弟の蒋渭川ら、書店人も犠牲になった。
1950年代から1960年代には、台湾は洋書の「海賊版天国」となると同時に、白色テロにより反体制書や共産主義書が禁書となった。この頃、三民書局・皇冠出版社・東方出版社・敦煌書局・文星書店・志文出版社などが台頭した。
1970年代から1980年代には、消費社会化や党外運動の高まりを背景に、書店業界は成熟期を迎えた。この頃、台湾先住民や台湾史の書籍を扱う南天書局のほか、遠流出版社・聯経出版社・時報出版社・唐山出版社・金石堂書店などが台頭した。古書店街は牯嶺街から光華商場に移った。
1980年代末から21世紀には、民主化を背景に、中華圏初のフェミニズム書店の女書店や、LGBT系書店の晶晶書庫など、多くの独立書店が創業した（台湾の独立書店）。これら独立書店は台湾大学や台湾師範大学そばの学生街（温羅汀）に多い。そのほか、「おしゃれ系書店」の代表格の誠品書店、光華商場発の古書店チェーンで「古本の誠品書店」と呼ばれる茉莉二手書店、TOM集団傘下の城邦文化、ネット書店の博客来などが台頭している。
21世紀には、ネット書店の台頭、活字離れなどにより、多くの書店が閉店に追い込まれてもいる。

### 共通のトピック

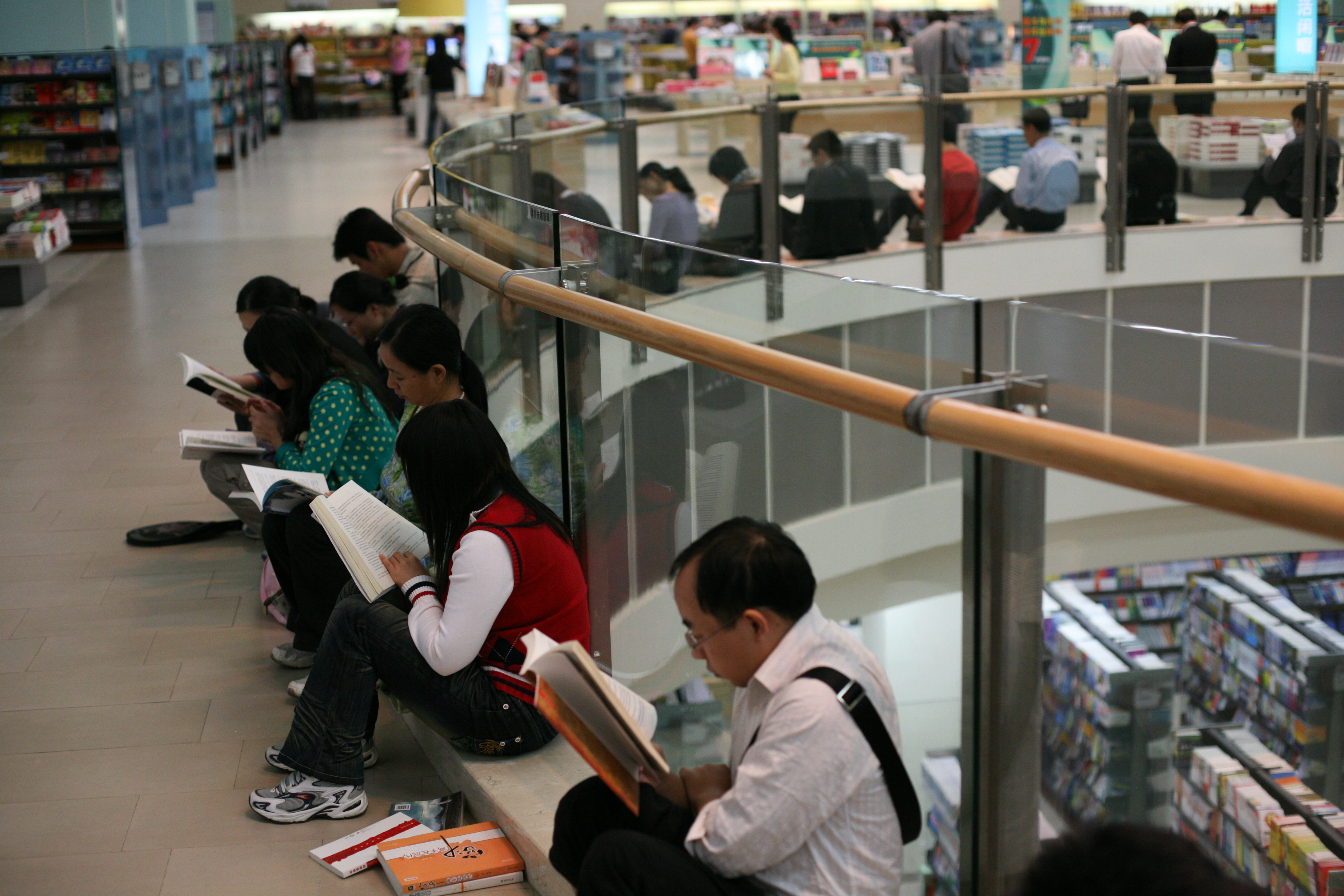
中華圏では一般的な「座り読み」（深圳書城中心城）

中国大陸や台湾に特有の文化として、購入前の本の「座り読み」の容認がある。
20世紀には商務印書館や中華書局が大陸から香港や台湾に進出し、21世紀には誠品書店が台湾から大陸や香港に進出している。
一地域で禁書となった本が、別の地域で出版・流通することも多々ある（中国大陸で禁書とされる香港・台湾の書物）。香港返還後には、本土の人間が「香港土産」として禁書を持ち帰る事態が多発した。
北京国際図書博覧会・北京地壇書市・台北国際書展などのブックフェアも盛んである。
21世紀には、ネット書店の台頭などにより、多くの書店が閉店に追い込まれている。

### 日本との関わり

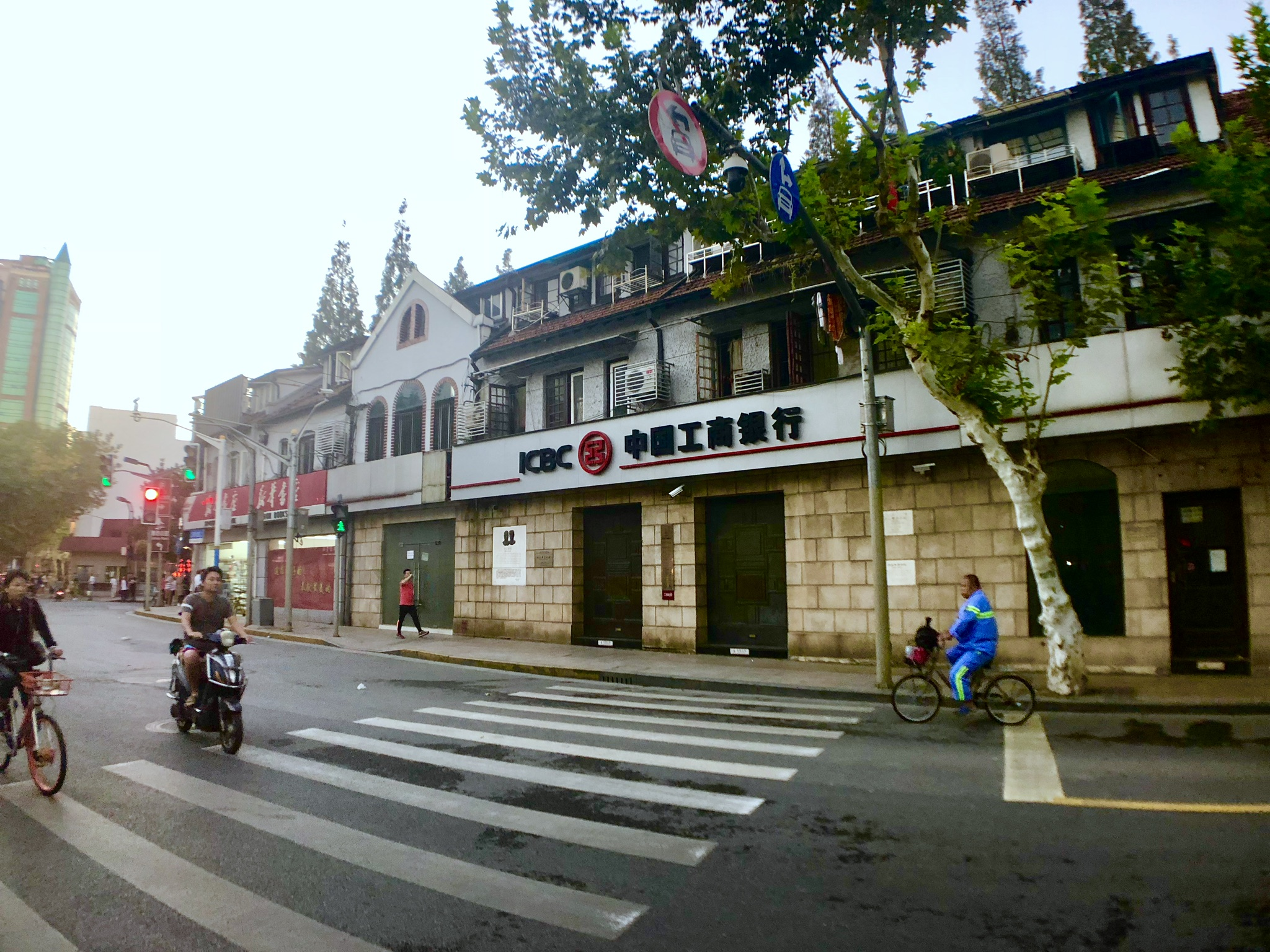
内山完造の上海内山書店跡

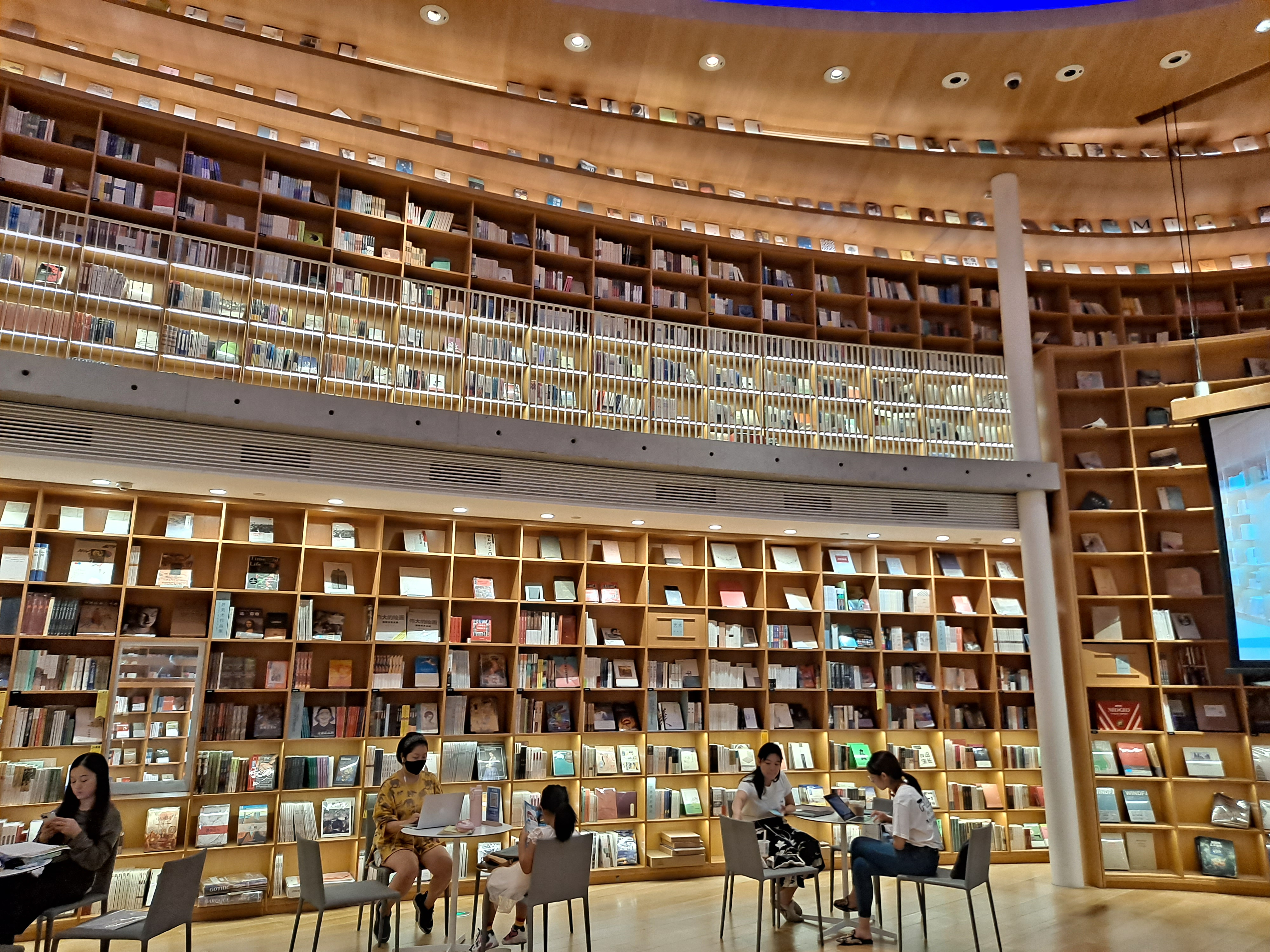
安藤忠雄が設計した光的空間（上海）

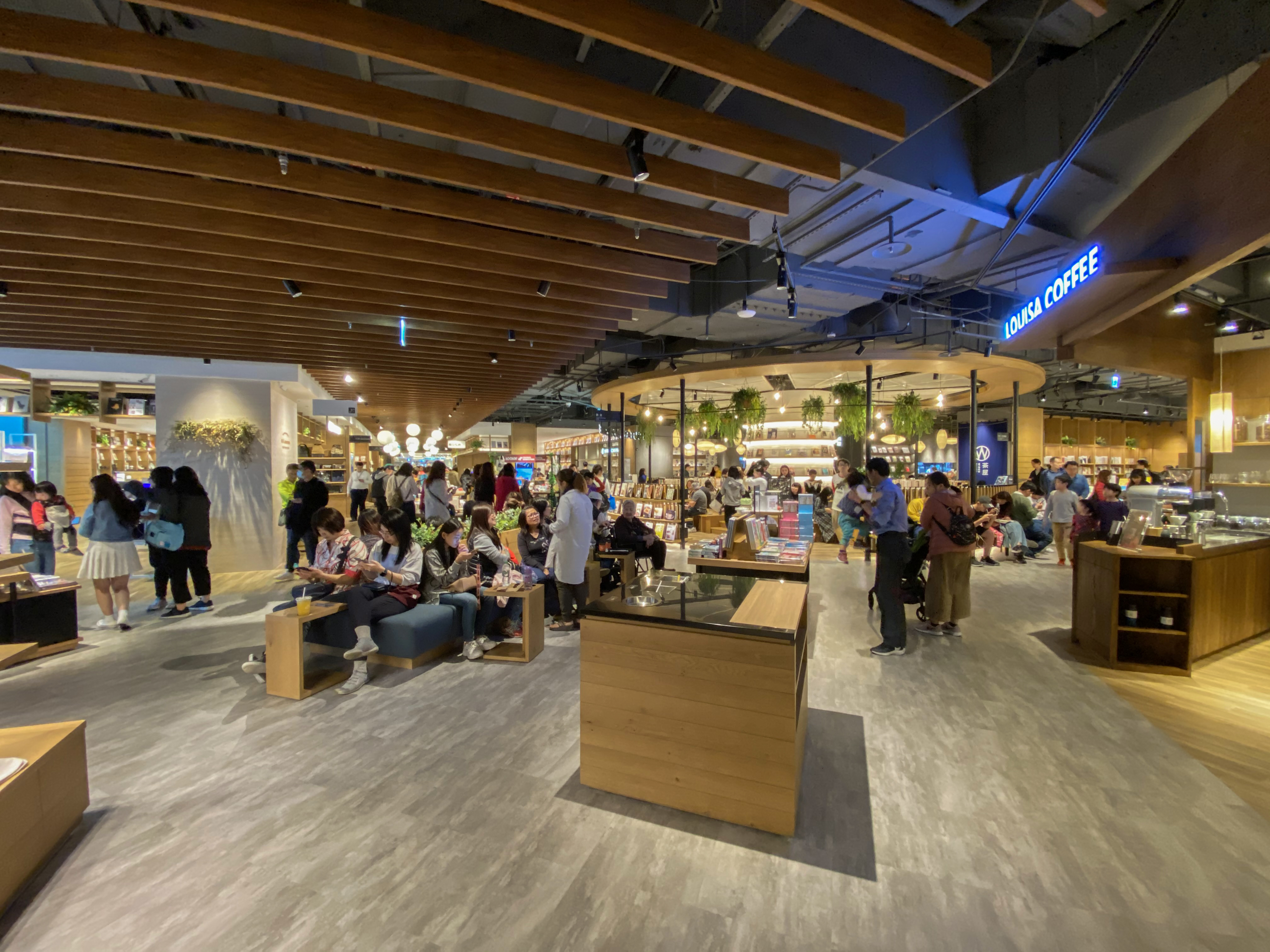
蔦屋書店（台湾）

幕末の1862年に千歳丸で上海に来航した高杉晋作や名倉松窓をはじめ、日本人の中国紀行文には当時の書店の記述が含まれる。
清末の蔵書家の陸心源と陶湘の蔵書は、それぞれ明治期に岩崎弥之助と倉石武四郎に購入され、静嘉堂文庫と東方文化学院（後の京都大学人文科学研究所附属東アジア人文情報学研究センター）の所蔵漢籍の基幹になった。ただし、どちらも中国側から見れば文化財の流出であり、商務印書館の張元済は前者の購入を阻止しようとしていた。
帝国日本の「外地」となった中国各地では、戦前は大阪屋号書店、戦中は日本出版配給や満洲書籍配給株式会社を主な取次として、新高堂（1898年創業）など多くの日本書店が活動した。また、戦中には言論統制や古籍保護を名目として、中国人に対し書籍の「接収」（略奪・強制供出）が度々行われ、学校・図書館・個人のほか書店も対象となった。
商務印書館は、1903年から1914年まで日本の金港堂と合弁した。戦中には日本軍の侵攻により、各地の商務印書館の施設が稼働停止を余儀なくされた。
内山完造が上海租界で創業した上海内山書店（1917年-1945年）は、魯迅をはじめとする日中文化人の交流拠点となった。2021年には、上海内山書店にあやかった天津内山書店が創業した。
21世紀の「おしゃれ系書店」である台湾の誠品書店は、日本の蔦屋書店にも影響を与えたと言われる。誠品書店は日本や大陸に進出し、蔦屋書店は台湾や大陸に進出してもいる。ジュンク堂書店・紀伊國屋書店なども台湾に進出している。上海の新華書店傘下の「おしゃれ系書店」光的空間は安藤忠雄、江南書局・書的庭院は隈研吾が設計している。
中国書の輸入販売店は日本全国にある。例として、東京の琳琅閣書店（1875年創業）、山本書店（1909年創業）、内山完造の内山書店（東京店は1935年創業）、東方書店（1951年創業）などがある。大安（1951年-1969年）からは汲古書院・燎原書店・朋友書店が独立した。代々木会館の東豊書店（1964年-2019年）は、中国研究者の間で有名な個人書店だった。2020年代には、「潤」をした在日中国人向けの独立書店が東京で複数オープンしている。
日本書の中国語翻訳は、清末から21世紀まで連綿と出版されており、書店の棚に多く並んでいる。2000年代の中国大陸では、村上春樹『ノルウェイの森』と黒柳徹子『窓ぎわのトットちゃん』がブームとなった。そのほか、日本の漫画、推理小説、渡辺淳一、川端康成、三島由紀夫、吉本ばなななどが盛んに翻訳されている。
21世紀には、岩波書店・平凡社・みすず書房の出版人が呼びかけた「東アジア出版人会議」や、笹川平和財団の後援による日本書翻訳企画「現代日本図書シリーズ」などの国際企画も行われている。

### 日本語文献

#### 単著
- 井上進『中国出版文化史 : 書物世界と知の風景』名古屋大学出版会、2002年。ISBN 4815804206。
- 井上進『書林の眺望 : 伝統中国の書物世界』平凡社、2006年。ISBN 4582441149。
- 井上進『明清学術変遷史 : 出版と伝統学術の臨界点』名古屋大学出版会、2011年。ISBN 9784582704020。
- 内沼晋太郎 ; 綾女欣伸 編著、山本佳代子 写真『本の未来を探す旅 台北』朝日出版社、2018年。ISBN 9784255010847。
- 郭怡青 著、欣蒂小姐 絵、小島あつ子 ; 黒木夏兒 訳『書店本事 台湾書店主43のストーリー』サウザンブックス、2019年。ISBN 9784909125125。
- 島崎英威『中国・台湾の出版事情 : 初めて解き明かされる中国・台湾の出版界の現状』出版メディアパル、2007年。ISBN 9784902251128。
- 清水茂『中国目録学』筑摩書房、1991年。ISBN 4480836055。
- 台湾独立書店文化協会 編著、フォルモサ書院（郭雅暉 ; 永井一広） 訳『台湾書店百年の物語 書店から見える台湾』エイチアンドエスカンパニー、2022年。ISBN 9784990759698。
- 田雁 著、小野寺史郎 ; 古谷創 訳、中村元哉 解説『近代中国の日本書翻訳出版史』東京大学出版会、2020年。ISBN 9784130262750。
- 方厚枢 著、前野昭吉 訳『中国出版史話』新曜社、2002年。ISBN 9784788508255。
- 劉国鈞; 鄭如斯 著、松見弘道 訳『中国書物物語』創林社、1983年。 NCID BN00105536。

#### 論文・章
- 一ノ瀬雄一「清末上海の出版界と書店について」『史泉』第71号、関西大学史学・地理学会、1990年。
- 井上進「藏書と讀書」『東方学報』第62巻、京都大學人文科學研究所、1990年。 NAID 120000886541。
- 井上進 著「書肆・書賈・文人」、荒井健 編『中華文人の生活』平凡社、1994年。ISBN 4582482066。
- 井上進 著「史資料を読むために　目録学—読書の門径」、礪波護[など] 編『中国歴史研究入門』名古屋大学出版会、2006年。ISBN 978-4-8158-0527-2。
- 上原究一 著「〈中国の商業出版〉 明末清初の坊刻における江西の位置付けについて」、藤本幸夫 編『書物・印刷・本屋 日中韓をめぐる本の文化史』勉誠出版、2021年。ISBN 9784585300021。
- 大木康 著「〈中国の商業出版〉 中国書肆史考―近世を中心に」、藤本幸夫 編『書物・印刷・本屋 日中韓をめぐる本の文化史』勉誠出版、2021年。ISBN 9784585300021。
- 金文京 著「湯賓尹と明末の商業出版」、荒井健 編『中華文人の生活』平凡社、1994年。ISBN 4582482066。
- 黄, 純原『中国における情報流通体制の形成過程に関する研究 : 1949-57年の中国の図書館・情報政策の分析を中心に』（博士（教育学）論文）東京大学、1997年。
- 小柳淳 著「書店 ; 新聞雑誌スタンド」、小柳淳 ; 田村 早苗 編『現代の香港を知るKEYWORD888』三修社、2007年、218頁。ISBN 9784384011982。
- 高田時雄「陶湘藏書購入始末」『陶湘叢書購入關連資料』京都大学人文科学研究所附属東アジア人文情報学研究センター、2010年。
- 中川桂一「中国現代出版史――清末民初について――」『私立大学図書館協会会報』第70号、私立大学図書館協会、1978年。
- 日比嘉高「外地書店とリテラシーのゆくえ ――第二次大戦前の組合史・書店史から考える――」『日本文学』第61巻、第1号、日本文学協会、2013年。
- 湯原健一「大阪屋号書店小史」『愛知大学国際問題研究所紀要』第153号、愛知大学国際問題研究所、2019年。

### 中国語文献
- 程千帆; 徐有富『校讎広義-目録編』河北教育出版社、2000年。
- 余嘉錫『古書通例』上海古籍出版社、1985年。ISBN 7805233403。
- 余嘉錫『目録学発微:中国文献分類法』巴蜀書社、1991年。
- 姚名達『中國目録學史』商務印書館、1938年。